# Chrysopa darlingtoni
Chrysopa darlingtoni är en insektsart som beskrevs av Banks 1938. Chrysopa darlingtoni ingår i släktet Chrysopa och familjen guldögonsländor. Inga underarter finns listade i Catalogue of Life.